# 루마니아-우크라이나 관계
루마니아-우크라이나 관계는 루마니아와 우크라이나 관계를 말한다. 양국은 당시 정부인 루마니아 사회주의 공화국과 우크라이나 소비에트 사회주의 공화국 간으로 외교 관계를 1918년 2월 9일에 수립하였고, 소련이 해체된 1992년, 외교 관계를 재수립하였다. 루마니아는 키예프에 대사관과 체르니우치와 오데사에 총영사관을 설치하였으며, 우크라이나는 부쿠레슈티에 대사관, 수체아바에 총영사관을 설치했으나, 총영사관은 자금 부족으로 폐쇄되었다. 2020년에 루마니아는 우크라이나 시게투마르마치에이에 총영사관을 추가로 개설할 것이라고 발표했다.

## 분쟁

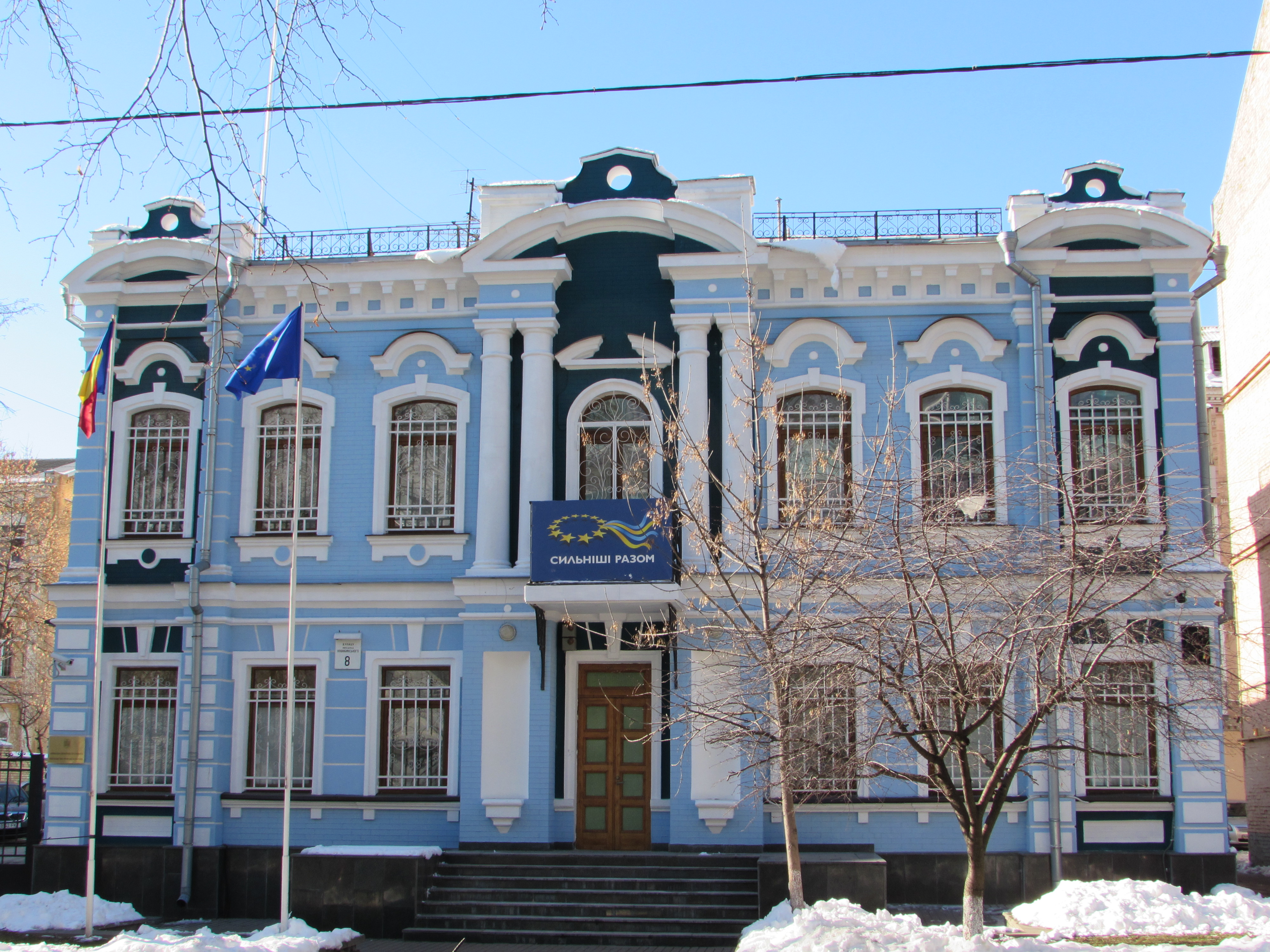
키예프의 루마니아 대사관.

루마니아와 우크라이나는 수 년간 우호 협력 조약에 대해 협력했으나, 뱀 섬에 묻혀 있는 석유와 가스의 영유권 분쟁과 양국 국경에 관한 분쟁으로 부딪히고 있었다. 1997년 6월, 루마니아와 우크라이나는 국경 문제와 소수 민족 문제를 해결하는 조약을 맺었고, 2009년에 뱀 섬 해저에 묻혀 있는 석유와 가스를 둘러싼 국경 분쟁을 국제사법재판소의 중재로 해결했다.

## 역사
2020년 9월 5일, 루마니아 국방부 장관 니콜라에 치우커와 우크라이나 국방부 장관 안드리 타란은 루마니아와 우크라이나 간의 기술 및 군사 협력 협정에 서명하였다.

### 해상 국경
뱀 섬이 섬인지 바위인지에 따라 양국의 배타적 경제 수역이 크게 달라졌기 때문에 양국에게 중요한 문제였다. 뱀 섬이 섬이라면 섬 주변의 대륙붕과 해안은 우크라이나의 것이 되며, 뱀 섬이 바위로 인정받으면 국제법에 따라 양국의 해상 국경을 바위의 위치를 고려하지 않고 정해야 했다.
2003년 7월 4일, 이온 일리에스쿠 루마니아 대통령과 블라디미르 푸틴 러시아 대통령은 양국의 우호적 협력에 관한 협정에 서명했다. 루마니아는 제2차 세계대전 이후, 소비에트 연방에게 빼앗긴 현 우크라이나와 몰도바 지역의 영토 영유권을 주장하지 않기로 약속했지만, 소련의 후계자인 러시아에게 일어난 일에 책임을 인정할 것을 요구했다.
2004년 9월 16일, 루마니아는 우크라이나와의 해상 국경 문제를 국제사법재판소(ICJ)에 제소했다.
2009년 2월 3일, 국제사법제판소는 흑해 해역을 각국의 주장에 따라 분할했다. 국재사법재판소는 "법률적인 접근 방식이 분할에 불공정한 영향을 미칠 경우, 때때로 국제사법재판소는 해양수역에 대한 영유권을 인정하지 않을 수 있다"고 언급하면서, 불균형비례성 테스트를 실시했다. 또한, 우크라이나와 루마니아 사이의 이전 합의 때문에 섬의 위치는 해상 국경에서 고려하지 않았다.

## 같이 보기
- 루마니아의 대외 관계
- 우크라이나의 대외 관계
- 루마니아의 우크라이나인
- 우크라이나의 루마니아인